# Кривецкое сельское поселение (Карелия)
Кри́вецкое се́льское поселе́ние — муниципальное образование в составе Пудожского района Республики Карелии Российской Федерации. Административный центр — посёлок Кривцы.

## Общие сведения
Граничит с поселениями: Кубовское сельское на севере, Пудожское городское — на западе, Красноборское сельское — на юго-западе. Через муниципалитет с запада на восток проходит автомобильная дорога Р2 (Пудож — Каргополь).
Крупнейшая река — Водла. Озёра: Пелусозеро, Колодозеро, Корбозеро, Отовозеро, Хабозеро, Чергозеро, Юнгозеро и прочие.

## Население
| 2009 | 2010  | 2012  | 2013  | 2014  | 2015  | 2016  |
| ---- | ----- | ----- | ----- | ----- | ----- | ----- |
| 1855 | ↘1352 | ↘1264 | ↘1191 | ↘1136 | ↘1066 | ↘1010 |
| 2017 | 2018  | 2019  | 2020  | 2021  | 2023  |       |
| ↘983 | ↘942  | ↘893  | ↘848  | ↘760  | ↘695  |       |

## Населённые пункты
В сельское поселение входят 15 населённых пунктов:
| №  | Населённый пункт | Тип населённого пункта | Население |
| -- | ---------------- | ---------------------- | --------- |
| 1  | Дубовская        | деревня                | ↘1        |
| 2  | Ершова           | деревня                | →0        |
| 3  | Заозерье         | деревня                | ↘27       |
| 4  | Кривцы           | деревня                | ↘27       |
| 5  | Кривцы           | посёлок                | ↘798      |
| 6  | Остров           | деревня                | →3        |
| 7  | Пелусозеро       | деревня                | →0        |
| 8  | Пирзаково        | деревня                | ↘5        |
| 9  | Погост           | деревня                | ↘66       |
| 10 | Приречный        | посёлок                | ↘143      |
| 11 | Пялозеро         | деревня                | →0        |
| 12 | Стешевская       | деревня                | ↘32       |
| 13 | Татарская Гора   | деревня                | →0        |
| 14 | Усть-Река        | деревня                | ↘87       |
| 15 | Щаниковская      | деревня                | ↗2        |

## Местное самоуправление
Глава сельского поселения
- с 9 сентября 2018 года — Сергей Александрович Карпов[17]

## Известные уроженцы
- Машаков, Александр Родионович (1914—1943) — Герой Советского Союза, родился в деревне Татарская Гора.